# Pozuelo de Alarcón
Pozuelo de Alarcón és un municipi de la Comunitat de Madrid. Limita al nord, est i sud amb Madrid, barris d'El Plantío i Aravaca, Casa de Campo i Aluche; al sud amb Ventorro del Cano (Alcorcón) i a l'oest amb Majadahonda i Boadilla del Monte.